# نادي فالميرا لكرة السلة
نادي فالميرا لكرة السلة (باللاتفية: BK Valmiera)‏ هو فريق كرة سلة لاتفي للمحترفين تأسس في سنة 2001 يقع مقره في فالميرا. يلعب في دوري لاتفيا لكرة السلة ودوري البلطيق لكرة السلة. من أبرز اللاعبين الذين لعبوا معه إيرنستس كالفي.

## وصلات خارجية
- الموقع الرسمي